# پل روشندلان
پل روشندلان طولانی‌ترین پل فلزی سواره‌رو در تهران است که در سال ۱۳۸۸ افتتاح شد. این پل طولی در حدود ۹۰۰ متر و پهنای ۱۶ متر دارد. این پل در جهت شرقی-غربی و به منظور تسهیل ترافیک خیابان انقلاب در محدوده پل چوبی تا پیچ شمیران احداث شده‌است. این پل تقاطع‌های خیابان انقلاب با خیابان‌های شریعتی، بهار و روشندلان را حذف می‌کند. هزینه احداث این پل بیش از ۲۵۰ میلیارد تومان بوده است.
همچنین ایستگاه پیچ شمیران از خط ۱ بی‌آرتی بر بالای این پل قرار دارد